# Полюхно
Полюхно (укр. Полюхне) — село в Гороховской городской общине Луцкого района Волынской области Украины.
До 2020 года входило в Гороховский район.
Код КОАТУУ — 0720886002. Население по переписи 2001 года составляет 188 человек. Почтовый индекс — 45734. Телефонный код — 3379. Занимает площадь 7,97 км².